# Paesaggio con la fuga in Egitto
Paesaggio con la fuga in Egitto è un dipinto realizzato tra il 1602 e il 1604 da Annibale Carracci. È conservato nella Galleria Doria Pamphilij di Roma.

## Storia
Nei primissimi anni del Seicento il pittore ricevette l'incarico dal cardinale Pietro Aldobrandini di realizzare sei dipinti per decorare la cappella privata del palazzo di famiglia. A causa della forma delle pareti, le opere vennero realizzate a forma di lunetta (per questo le sei tele sono conosciute anche con il nome Lunette Aldobrandini).
Solo il Paesaggio con la Fuga in Egitto e, almeno parzialmente, il Paesaggio con la Sepoltura di Cristo furono realizzati personalmente dal Carracci. Le restanti quattro lunette furono affidate da Annibale ai suoi allievi che lavorarono sulla base di suoi disegni. 
Si suppone che Annibale abbia abbandonato questo cantiere alla bottega, dopo aver realizzato le prime due lunette, a causa dell'insorgere (nel 1605) della malattia che lo afflisse per gli ultimi anni della sua vita. La prosecuzione di questa impresa decorativa fu merito soprattutto di Francesco Albani che sostituì il maestro nella titolarità della commessa (ed ottenne l'ultimo pagamento dagli Aldobrandini quando Annibale Carracci era già morto da alcuni anni).  
In seguito i dipinti vennero rimossi e la cappella andò distrutta: il Paesaggio con la fuga in Egitto (con le restanti cinque lunette del ciclo) entrò nelle collezioni Pamphilij come parte  della dote di Olimpia Aldobrandini, sposa, nel 1647, di Camillo Pamphilij.

## Descrizione e stile

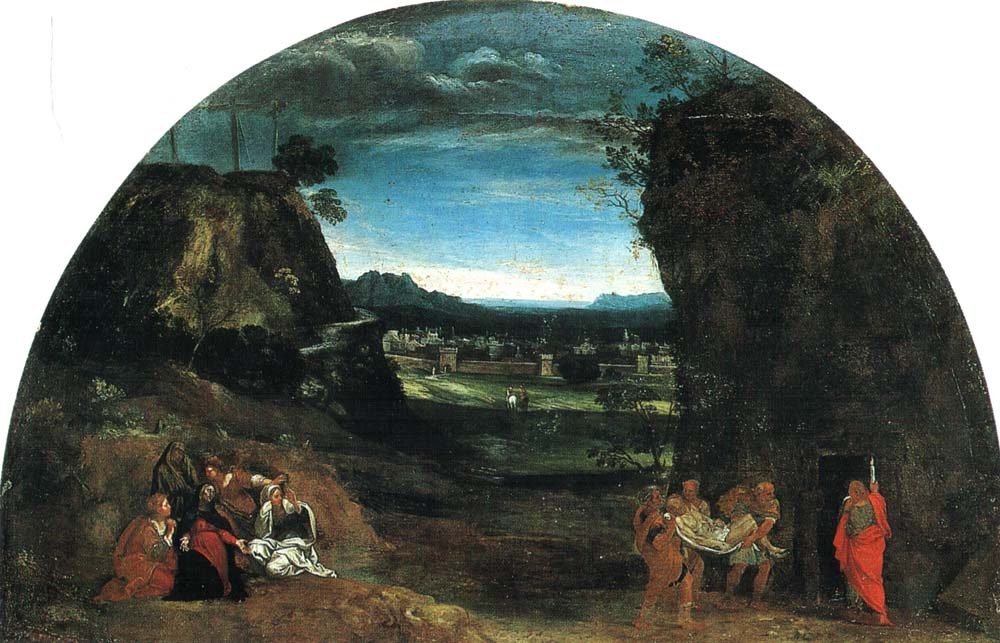
Annibale Carracci, Paesaggio con la Sepoltura di Cristo, 1604, Roma, Galleria Doria Pamphilij. La seconda delle sei lunette Aldobrandini almeno in parte dovuta alla mano di Annibale

Questo dipinto, per la sua interpretazione bilanciata e razionale e per l'idealizzazione della natura,  rappresenta una pietra miliare, un archetipo, della pittura di paesaggio del seicento, a Roma prima e per il resto della pittura europea poi. Per questo motivo verrà preso a modello da vari artisti successivi, specialisti nella pittura di paesaggio, quali il Domenichino, Nicolas Poussin, Claude Lorrain, Herman van Swanevelt, Gaspard Dughet, per citare solo i più noti.
Si tratta del più tipico esempio di paesaggio ideale in cui ogni singolo elemento naturale viene inserito in una composizione perfettamente calibrata e bilanciata, alla ricerca dell'equilibrio formale e della bellezza idilliaca.
L'effetto ricercato è quello della perfetta fusione sentimentale tra i personaggi sacri, la loro storia e il paesaggio circostante che per questo viene ricreato e ricostruito idealmente anche se mantiene una verità di visione, per la luce, il colore e gli effetti atmosferici.

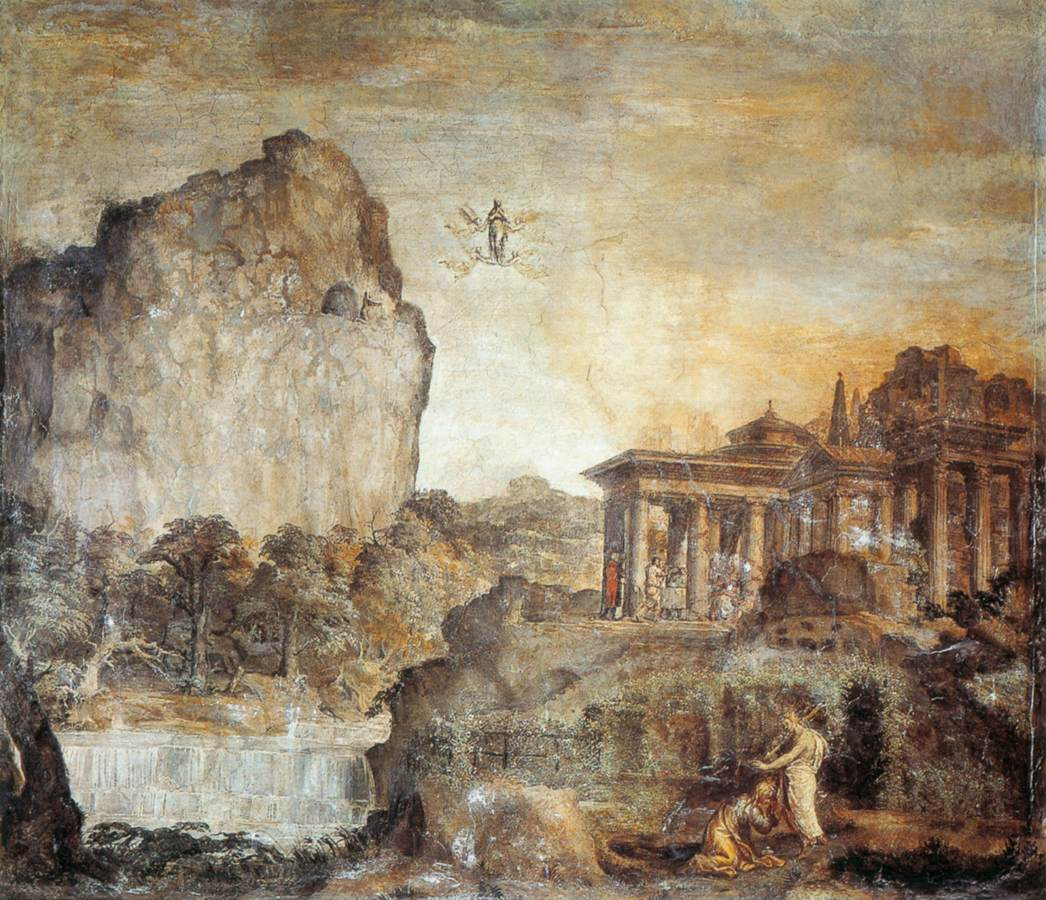
Polidoro da Caravaggio, Episodi della vita di santa Maria Maddalena, affresco, 1525-1527, Roma, Chiesa di San Silvestro al Quirinale

Una serie di diagonali compositive formano una griglia entro la quale si dispongono come quinte prospettiche di una scenografia teatrale i singoli elementi del paesaggio, per dare profondità e leggibilità alla scena e concentrare l'attenzione sulle tre piccole figure (la sacra famiglia che si sta recando in Egitto), ad esempio quella su cui si dispone il pastore con le pecore.
I personaggi sacri si evidenziano anche per la loro posizione rialzata rispetto allo sfondo.
Gli alberi sulla sinistra sono in penombra e sottolineano le loro sagome tramite un effetto di controluce che permette di vedere oltre in profondità lo specchio d'acqua e l'atmosfera circostante, la loro presenza è perfettamente bilanciata dai due alberi il lontananza sulla destra.
Questo metodo che procede tramite il bilanciamento di singoli elementi lungo le diagonali compositive ricrea artificiosamente il paesaggio secondo l'ideale classicheggiante in voga al tempo.
A chiudere la visione è l'immagine di una città con edifici all'antica, tra i quali si scorge anche una citazione della cupola del  Pantheon.
Come è tipico della pittura di Annibale Carracci, anche in questo caso l'invenzione non è priva di riferimenti alla grande tradizione rinascimentale. In questo senso è stato colto sul Paesaggio con la fuga in Egitto l'influsso dei bellissimi affreschi di Polidoro da Caravaggio realizzati per la chiesa di San Silvestro al Quirinale, a Roma (1525-1527).

## Le altreLunette Aldobrandini
Le restanti quattro tele che decoravano la cappella di Palazzo Aldobrandini:

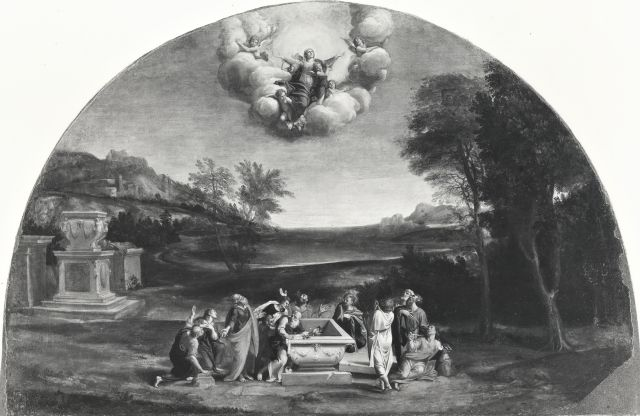
Francesco Albani, Paesaggio con l'Assunzione della Vergine, 1604-1610, Roma, Galleria Doria Pamphilij
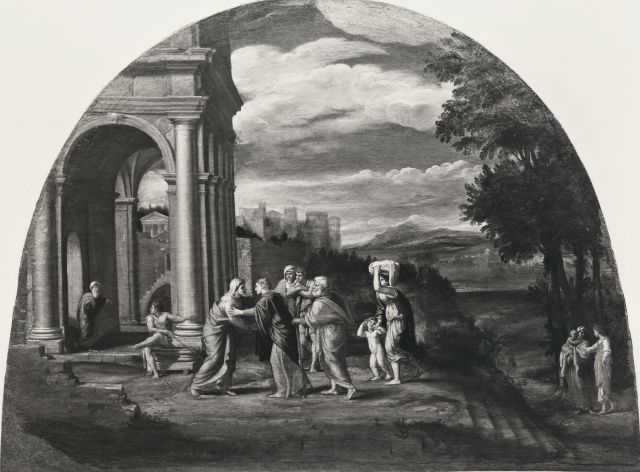
Francesco Albani e Sisto Badalocchio, Paesaggio con la Visitazione, 1604-1610, Roma, Galleria Doria Pamphilij
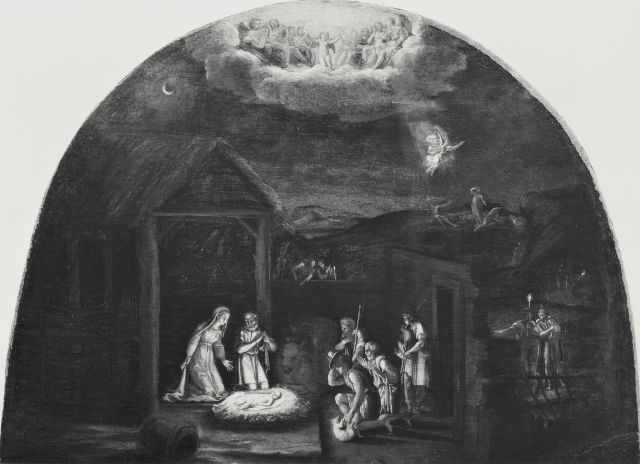
Sisto Badalocchio con la supervisione di Francesco Albani, Adorazione dei Pastori, 1604-1610, Roma, Galleria Doria Pamphilij
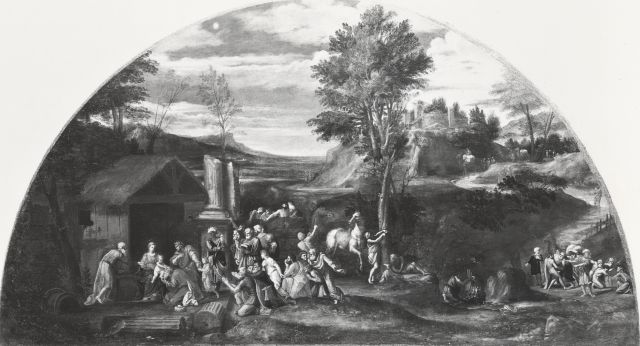
Francesco Albani e Giovanni Lanfranco con l'assistenza di Sisto Badalocchio, Paesaggio con l'Adorazione dei Magi, 1604-1610, Roma, Galleria Doria Pamphilij